# Liste von Sakralbauten in Köln
Die Liste von Sakralbauten in Köln listet nach Konfessionen unterteilt die Kirchengebäude und sonstigen Sakralbauten in der kreisfreien Stadt Köln auf.

## Christentum

### Römisch-katholische Kirchen und Kapellen
| Bild | Inneres | Name                                                               | Stadtteil                               | Bauzeit/Wiederaufbau       | Architekt(-en)                                  | Anmerkungen / Baustil                                                                                                 |
| ---- | ------- | ------------------------------------------------------------------ | --------------------------------------- | -------------------------- | ----------------------------------------------- | --- |
|      |         | Dom St. Peter und Maria (Standort)                                 | Altstadt-Nord                           | 1248–1528/ 1842–1880       | Kölner Dombaumeister                            | Größtes Kirchengebäude in Deutschland.                                                                                |
|      |         | St. Andreas (Standort)                                             | Altstadt-Nord                           | 12.–14. Jh.                |                                                 | Eine der zwölf großen romanischen Kirchen in Köln.                                                                    |
|      |         | St. Aposteln (Hauptorgel) (Standort)                               | Altstadt-Nord                           | 12. Jh.                    |                                                 | Eine der zwölf großen romanischen Kirchen in Köln.                                                                    |
|      |         | St. Gereon (Hauptorgel) (Standort)                                 | Altstadt-Nord                           | 4. Jh./ 1220               |                                                 | Eine der zwölf großen romanischen Kirchen in Köln.                                                                    |
|      |         | St. Kolumba Kapelle „Madonna in den Trümmern“ (Standort)           | Altstadt-Nord                           | 1947                       | Gottfried Böhm                                  | |
|      |         | St. Kunibert (Standort)                                            | Altstadt-Nord                           | 1210–1247                  |                                                 | Eine der zwölf großen romanischen Kirchen in Köln.                                                                    |
|      |         | Groß St. Martin (Standort)                                         | Altstadt-Nord                           | 12. Jh.                    |                                                 | Eine der zwölf großen romanischen Kirchen in Köln.                                                                    |
|      |         | St. Maria Empfängnis (Minoritenkirche) (Standort)                  | Altstadt-Nord                           | 13. Jh.                    |                                                 | |
|      |         | St. Maria in der Kupfergasse (Standort)                            | Altstadt-Nord                           | 1715                       |                                                 | |
|      |         | St. Mariä Himmelfahrt (Standort)                                   | Altstadt-Nord                           | 1618–1629                  |                                                 | Bedeutender Kirchenbau der Nachgotik.                                                                                 |
|      |         | St. Ursula (Standort)                                              | Altstadt-Nord                           | 12.–13. Jh.                |                                                 | Eine der zwölf großen romanischen Kirchen in Köln.                                                                    |
|      |         | Ss. Corpus Christi (Ursulinenkirche) (Standort)                    | Altstadt-Nord                           | 1709–1712                  | Matteo Alberti                                  | |
|      |         | Kirche des Priesterseminars (Standort)                             | Altstadt-Nord                           | 1958                       | Hans Schumacher, Willy Weyres                   | |
|      |         | Altstadt-Nord                                                      | Kapelle des Priesterseminars (Standort) | 1958                       | Hans Schumacher, Willy Weyres                   | |
|      |         | Kirche Maternushaus (Standort)                                     | Altstadt-Nord                           | 1978–1983                  | Hans Schilling, Peter Kulka                     | |
|      |         | St. Maria im Kapitol (Standort)                                    | Altstadt-Süd                            | 11.–12. Jh.                |                                                 | Eine der zwölf großen romanischen Kirchen in Köln.                                                                    |
|      |         | St. Pantaleon (Standort)                                           | Altstadt-Süd                            | 10.–11. Jh.                |                                                 | Eine der zwölf großen romanischen Kirchen in Köln.                                                                    |
|      |         | St. Peter (Standort)                                               | Altstadt-Süd                            | 1513–1525                  | Wilhelm Schorn                                  | |
|      |         | St. Severin (Standort)                                             | Altstadt-Süd                            | 11.–13. Jh.                |                                                 | Eine der zwölf großen romanischen Kirchen in Köln.                                                                    |
|      |         | St. Georg (Standort)                                               | Altstadt-Süd                            | 1059–1067                  |                                                 | Eine der zwölf großen romanischen Kirchen in Köln.                                                                    |
|      |         | St. Mauritius (Standort)                                           | Altstadt-Süd                            | 1956                       | Fritz Schaller                                  | |
|      |         | Karmeliterkirche St. Maria vom Frieden (Standort)                  | Altstadt-Süd                            | 1643–1692                  |                                                 | |
|      |         | Franziskanerkirche St. Marien (Standort)                           | Altstadt-Süd                            | 1954                       | Emil Steffann                                   | |
|      |         | St. Maria in Lyskirchen (Standort)                                 | Altstadt-Süd                            | 1198–1225                  |                                                 | Eine der zwölf großen romanischen Kirchen in Köln.                                                                    |
|      |         | St. Johann Baptist (Standort)                                      | Altstadt-Süd                            | 1962                       |                                                 | Das gotische Mittelschiff überstand die Zerstörungen des Zweiten Weltkrieges und wurde in den Neubau integriert.      |
|      |         | St. Gregorius im Elend (Standort)                                  | Altstadt-Süd                            | 1765–1768                  | Balthasar Spaeth                                | |
|      |         | St. Agnes (Standort)                                               | Neustadt-Nord                           | 1896–1901                  | Carl Rüdell, Richard Odenthal                   | Zweitgrößtes Kirchengebäude in Köln                                                                                   |
|      |         | St. Michael (Standort)                                             | Neustadt-Nord                           | 1902–1906                  | Eduard Endler                                   | |
|      |         | Neu St. Alban (Standort)                                           | Neustadt-Nord                           | 1959                       | Hans Schilling                                  | |
|      |         | St. Gertrud (Standort)                                             | Neustadt-Nord                           | 1962–1965                  | Gottfried Böhm                                  | |
|      |         | St. Paul (Standort)                                                | Neustadt-Süd                            | 1906–1908                  | Stephan Mattar                                  | |
|      |         | Herz Jesu (Standort)                                               | Neustadt-Süd                            | 1893–1895/ 1953–1957       | Friedrich von Schmidt/ Willy Weyres             | |
|      |         | St. Maternus (Standort)                                            | Neustadt-Süd                            | 1914–1916                  | Stephan Mattar                                  | |
|      |         | Dominikanerkirche Heilig Kreuz (Standort)                          | Neustadt-Süd                            | 1947–1952                  | Hans Joachim Lohmeyer                           | |
|      |         | St. Matthias (Standort)                                            | Bayenthal                               | 1904                       | Theodor Kremer                                  | |
|      |         | St. Rochus (Standort)                                              | Bickendorf                              | 1885                       | Ernst Friedrich Zwirner, August Carl Lange      | |
|      |         | St. Dreikönigen (Standort)                                         | Bickendorf                              | 1929                       | Hans Peter Fischer, Heinrich Forthmann          | |
|      |         | St. Franziskus (Standort)                                          | Bilderstöckchen                         | 1957–1961                  | Hans Schilling                                  | |
|      |         | St. Katharina von Siena (Standort)                                 | Blumenberg                              | 2001–2003                  | Heinz Bienefeld, Nikolaus Bienefeld             | |
|      |         | St. Johannes vor dem Lateinischen Tore (Standort)                  | Bocklemünd                              | 1851–1853                  | Vincenz Statz                                   | |
|      |         | Christi Geburt (Standort)                                          | Bocklemünd                              | 1969–1971                  | Eduard Frieling                                 | |
|      |         | St. Joseph (Standort)                                              | Braunsfeld (Köln)                       | 1952–1954                  | Rudolf Schwarz                                  | |
|      |         | St. Hubertus (Standort)                                            | Brück                                   | 1931                       | Noven und Villach                               | |
|      |         | St. Petrus Canisius (Standort)                                     | Buchforst                               | 1931                       | Caspar Maria Grod, Wilhelm Riphahn              | |
|      |         | Alt St. Mauritius (Standort)                                       | Buchheim                                | ~ 1200                     |                                                 | |
|      |         | Neu St. Mauritius (Standort)                                       | Buchheim                                | 1896                       |                                                 | |
|      |         | St. Theresia (Standort)                                            | Buchheim                                | 1955                       | Gottfried Böhm                                  | |
|      |         | St. Johannes XXIII. (Standort)                                     | Chorweiler                              | 1977                       | Hans Schilling                                  | |
|      |         | St. Norbert (Standort)                                             | Dellbrück                               | 1939                       | Karl Band                                       | |
|      |         | St. Joseph (Standort)                                              | Dellbrück                               | 1878                       |                                                 | |
|      |         | Neu St. Heribert (Standort)                                        | Deutz                                   | 1891–1896                  | Caspar Clemens Pickel                           | |
|      |         | St. Urban (Standort)                                               | Deutz                                   | 1965                       | Fritz Schaller                                  | |
|      |         | Kirche im Eduardus-Krankenhaus (Standort)                          | Deutz                                   | 1926                       |                                                 | |
|      |         | St. Nikolaus (Standort)                                            | Dünnwald                                | 12. Jh.                    |                                                 | Eine der Dreizehn kleinen romanischen Kirchen in Köln.                                                                |
|      |         | St. Herrman-Joseph (Standort)                                      | Dünnwald                                | 1958                       | Joseph Bernard                                  | |
|      |         | St. Joseph (Standort)                                              | Ehrenfeld                               | 1872–1875/ 1913/ 1949–1955 | Vincent Statz/ Otto Bongartz                    | |
|      |         | St. Mechtern (Standort)                                            | Ehrenfeld                               | 1954                       | Rudolf Schwarz                                  | |
|      |         | Marktkapelle St. Mariä Himmelfahrt (Standort)                      | Ehrenfeld                               | 1860/ 1955                 | Vincent Statz/ Karl Band                        | |
|      |         | Kirche im St. Franziskus-Hospital (Standort)                       | Ehrenfeld                               |                            |                                                 | |
|      |         | St. Michael (Standort)                                             | Eil (Köln)                              | 1903–1905                  | Theodor Kremer                                  | |
|      |         | St. Laurentius (Standort)                                          | Ensen                                   | 1894–1896                  | Theodor Kremer                                  | |
|      |         | Kirche im Alexianer-Krankenhaus (St. Johannes von Gott) (Standort) | Ensen                                   |                            |                                                 | |
|      |         | St. Martinus (Standort)                                            | Esch                                    | 11.–13. Jh.                |                                                 | Eine der Dreizehn kleinen romanischen Kirchen in Köln.                                                                |
|      |         | St. Mariä Namen (Standort)                                         | Esch                                    | 1968                       | Hans Schilling                                  | |
|      |         | St. Maximilian Kolbe (Standort)                                    | Finkenberg                              | 1977                       | Hans Schilling                                  | |
|      |         | St. Hubertus (Standort)                                            | Flittard                                | 1897                       |                                                 | Romanischer Kirchturm aus dem 12. Jahrhundert.                                                                        |
|      |         | St. Pius X. (Standort)                                             | Flittard                                | 1959–1962                  | Margot Schürmann, Joachim Schürmann             | |
|      |         | St. Marien (Standort)                                              | Fühlingen                               | 1887/ 1934                 | Carl Rüdell, Richard Odenthal                   | |
|      |         | St. Katharina (Standort)                                           | Godorf                                  | 1952–1956                  | Strack                                          | |
|      |         | St. Mariä Himmelfahrt (Standort)                                   | Grengel                                 | 1953                       |                                                 | |
|      |         | Christi Verklärung (Standort)                                      | Heimersdorf                             | 1966–1967                  | Josef Lehmbrock                                 | |
|      |         | St. Elisabeth (Standort)                                           | Höhenberg                               | 1908–1910                  |                                                 | |
|      |         | St. Johann Baptist (Standort)                                      | Höhenhaus                               | 1955                       |                                                 | |
|      |         | St. Hedwig (Standort)                                              | Höhenhaus                               | 1966–1967                  | Emil Steffann, Gisberth Hülsmann                | |
|      |         | Heilige Familie (Standort)                                         | Höhenhaus                               | ~ 1950                     |                                                 | |
|      |         | Krankenhauskirche St. Elisabeth (Standort)                         | Hohenlind                               | 1930–1932                  | Dominikus Böhm                                  | |
|      |         | Mariä Himmelfahrt (Standort)                                       | Holweide                                | 1926–1927                  | Stephan Mattar                                  | |
|      |         | St. Engelbert (Standort)                                           | Humboldt/Gremberg                       | 1926–1927                  | Heinrich Renard                                 | |
|      |         | St. Servatius (Standort)                                           | Immendorf                               | 1874                       | August Carl Lange                               | |
|      |         | St. Pankratius (Standort)                                          | Junkersdorf                             | 1960                       | Bernhard Rotterdam                              | |
|      |         | St. Joseph (Standort)                                              | Kalk                                    | 1899–1902/ 1949–1952       | Heinrich Renard/ Dominikus Böhm, Gottfried Böhm | |
|      |         | St. Marien (Standort)                                              | Kalk                                    | 1866–1867/ 1950–1952       | Vincenz Statz/ Rudolf Schwarz                   | |
|      |         | St. Bruno (Standort)                                               | Klettenberg                             | 1924–1926                  | Ludwig Becker                                   | |
|      |         | Alt St. Stephan „Krieler Dömchen“ (Standort)                       | Kriel                                   | 10.–11. Jh.                |                                                 | Zweitältestes Kirchengebäude der Stadt Köln (nach St. Gereon). Eine der Dreizehn kleinen romanischen Kirchen in Köln. |
|      |         | St. Albertus Magnus (Standort)                                     | Kriel                                   | 1950                       | Otto Bongartz                                   | |
|      |         | St. Clemens (Standort)                                             | Langel                                  | 1890–1891                  | Heinrich Nagelschmidt                           | |
|      |         | St. Margareta (Standort)                                           | Libur                                   | 1909–1911                  | Hubert Huthmacher                               | |
|      |         | Christi Auferstehung (Standort)                                    | Lindenthal                              | 1968–1971                  | Gottfried Böhm                                  | |
|      |         | Neu St. Stephan (Standort)                                         | Lindenthal                              | 1960–1961                  | Joachim Schürmann                               | |
|      |         | St. Thomas Morus (Standort)                                        | Lindenthal                              | 1962–1963                  | Fritz Schaller                                  | |
|      |         | Klinikkirche St. Johannes der Täufer (Standort)                    | Lindenthal                              | 1958                       | Gottfried Böhm                                  | |
|      |         | Schmerzhafte Mutter (Standort)                                     | Lindweiler                              | 1981                       | Wilhelm Dahmen                                  | |
|      |         | St. Dionysius (Standort)                                           | Longerich                               | 1898–1899                  | Vincenz Statz, Franz Statz                      | |
|      |         | Christkönig (Standort)                                             | Longerich                               | 1951                       | Fritz Schaller                                  | |
|      |         | St. Bernhard (Standort)                                            | Longerich                               | 1961                       | Fritz Lill                                      | 2021 Umbau des Langhauses zum Depot des Erzbistums Köln, Reduktion des Gottesdienstraumes auf das Querhaus.           |
|      |         | St. Severin (Standort)                                             | Lövenich                                | 12. Jh./ 1858              |                                                 | Eine der Dreizehn kleinen romanischen Kirchen in Köln.                                                                |
|      |         | St. Maria Königin (Standort)                                       | Marienburg                              | 1953–1954                  | Dominikus Böhm                                  | |
|      |         | St. Quirinus (Standort)                                            | Mauenheim                               | 1927                       | Eduard Endler                                   | |
|      |         | St. Gereon (Standort)                                              | Merheim                                 | 1820                       |                                                 | |
|      |         | St. Brictius (Standort)                                            | Merkenich                               | 1963                       |                                                 | Eine der Dreizehn kleinen romanischen Kirchen in Köln.                                                                |
|      |         | St. Blasius (Standort)                                             | Meschenich                              | 1887–1890                  | Theodor Kremer                                  | |
|      |         | St. Antonius (Standort)                                            | Mülheim                                 | 1905–1915                  |                                                 | |
|      |         | Herz Jesu (Standort)                                               | Mülheim                                 | 1893–1897/ 1955–1956       | Julius Busch/ Otto Bongartz                     | |
|      |         | Liebfrauenkirche (Standort)                                        | Mülheim                                 | 1857–1864/ 1953–1955       | Ernst Friedrich Zwirner/ Rudolf Schwarz         | |
|      |         | St. Bruder Klaus (Standort)                                        | Mülheim                                 | 1956–1958                  | Fritz Schaller                                  | |
|      |         | St. Elisabeth (Standort)                                           | Mülheim                                 | 1951–1952                  | Karl Band                                       | |
|      |         | St. Clemens (Standort)                                             | Mülheim                                 | 12.–13. Jh./               | Joachim Schürmann                               | |
|      |         | St. Urban (Standort)                                               | Mülheim                                 | 1965                       | Fritz Schaller                                  | |
|      |         | St. Vitalis (Standort)                                             | Müngersdorf                             | 1890                       | Theodor Kremer                                  | |
|      |         | St. Adelheid (Standort)                                            | Neubrück                                | 1968–1969                  | Paul Georg Hopmann                              | |
|      |         | St. Peter (Standort)                                               | Neuehrenfeld                            | 1901                       | Theodor Roß                                     | |
|      |         | St. Barbara (Standort)                                             | Neuehrenfeld                            | 1928                       | Hans Heinrich Mehrtens                          | |
|      |         | St. Anna (Standort)                                                | Neuehrenfeld                            | 1957                       | Gottfried Böhm                                  | |
|      |         | Alt St. Katharina „Niehler Dömchen“ (Standort)                     | Niehl                                   | 12.–13. Jh.                |                                                 | Eine der Dreizehn kleinen romanischen Kirchen in Köln.                                                                |
|      |         | Neu St. Katharina (Standort)                                       | Niehl                                   | 1892–1894                  | Theodor Kremer                                  | |
|      |         | St. Clemens (Standort)                                             | Niehl                                   | 1963–1964                  | Karl Band                                       | |
|      |         | St. Bonifatius (Standort)                                          | Nippes                                  | 1913–1914                  | Adolf Nöcker                                    | |
|      |         | St. Joseph (Standort)                                              | Nippes                                  | 1906–1914                  | Wilhelm Victor, Alfred Tepe                     | |
|      |         | St. Heinrich und Kunigund (Standort)                               | Nippes                                  | 1856                       | Vincenz Statz                                   | |
|      |         | St. Marien (Standort)                                              | Nippes                                  | 1880–1992                  | Vincenz Statz                                   | |
|      |         | St. Servatius (Standort)                                           | Ostheim                                 | 1906                       | Franz Statz                                     | |
|      |         | Zu den Heiligen Engeln (Standort)                                  | Ostheim                                 | 1960–1961                  | Fritz Schaller                                  | |
|      |         | St. Elisabeth (Standort)                                           | Pesch                                   | 1980                       | Paul Georg Hopmann                              | |
|      |         | St. Joseph (Standort)                                              | Poll                                    | 1947–1952                  |                                                 | |
|      |         | St. Dreifaltigkeit (Standort)                                      | Poll                                    | 1951–1954                  | Karl Band                                       | |
|      |         | St. Josef (Standort)                                               | Porz                                    | 1911–1912/ 1928            | Eduard Endler                                   | 1928 Errichtung des expressionistischen Glockenturmes.                                                                |
|      |         | St. Fronleichnam (Standort)                                        | Porz                                    | 1958–1960                  | Gottfried Böhm                                  | |
|      |         | St. Johannes von Gott (Alexianer-Krankenhaus) (Standort)           | Porz                                    | 1908                       |                                                 | |
|      |         | St. Mariä Empfängnis (Standort)                                    | Raderberg                               | 1906–1907                  | Carl Rüdell                                     | |
|      |         | Benediktinerinnenkirche Herz Jesu (Standort)                       | Raderberg                               | 1895                       |                                                 | |
|      |         | St. Cornelius (Standort)                                           | Rath/Heumar                             | 1834–1835/ 1886            | 1886 Anbau des heutigen Turmes                  | |
|      |         | Zum Göttlichen Erlöser (Standort)                                  | Rath/Heumar                             | 1953–1955                  | Fritz Schaller                                  | |
|      |         | St. Amandus (Standort)                                             | Rheinkassel                             | 12. Jh.                    |                                                 | Eine der Dreizehn kleinen romanischen Kirchen in Köln.                                                                |
|      |         | St. Engelbert (Standort)                                           | Riehl                                   | 1930–1932                  | Dominikus Böhm                                  | |
|      |         | Alt St. Maternus (Standort)                                        | Rodenkirchen                            | 10. Jh./ 15. Jh.           |                                                 | Eine der Dreizehn kleinen romanischen Kirchen in Köln.                                                                |
|      |         | Neu St. Maternus (Standort)                                        | Rodenkirchen                            | 1865–1867                  | Vincenz Statz                                   | |
|      |         | St. Joseph (Standort)                                              | Rodenkirchen                            | 1955                       | Dominikus Böhm, Gottfried Böhm                  | |
|      |         | St. Johann Baptist (Standort)                                      | Roggendorf/Thenhoven                    | 1866                       | Heinrich Nagelschmidt                           | |
|      |         | Heilige Drei Könige (Standort)                                     | Rondorf                                 | 1986–1989                  | Karl-Josef Ernst                                | |
|      |         | St. Mariä Geburt (Standort)                                        | Stammheim                               | 1905                       |                                                 | |
|      |         | St. Nikolaus (Standort)                                            | Sülz                                    | 1903–1909                  | Franz Statz                                     | |
|      |         | St. Karl Borromäus (Standort)                                      | Sülz                                    | 1930                       | Ferdinand Pasman, Friedrich Bonn                | |
|      |         | St. Johannes XXIII. (Standort)                                     | Sülz                                    | 1968–1969                  | Josef Rikus, Heinz Buchmann                     | Kirche der Katholischen Hochschulgemeinde Köln.                                                                       |
|      |         | St. Remigius (Standort)                                            | Sürth                                   | 1825–1830                  | Johann Josef Baudewin                           | |
|      |         | St. Bartholomäus (Standort)                                        | Urbach                                  | 1885–1886                  |                                                 | |
|      |         | St. Theodor (Standort)                                             | Vingst                                  | 2002                       | Paul Böhm                                       | |
|      |         | St. Konrad (Standort)                                              | Vogelsang                               | 1936                       | Hans Peter Fischer                              | |
|      |         | St. Viktor (Standort)                                              | Vogelsang                               | 1967–1968                  | Hans Schilling                                  | |
|      |         | Alt St. Cosmas und Damian (Standort)                               | Volkhoven/Weiler                        | 1766                       |                                                 | |
|      |         | Neu St. Cosmas und Damian (Standort)                               | Volkhoven/Weiler                        | 1925                       |                                                 | |
|      |         | St. Ägidius (Standort)                                             | Wahn                                    | 1893–1895                  |                                                 | |
|      |         | Christus König (Standort)                                          | Wahnheide                               | 1969                       |                                                 | |
|      |         | Heilig Geist (Standort)                                            | Weiden                                  | 1970                       | Bernhard Rotterdam                              | |
|      |         | Heilig Kreuz (Standort)                                            | Weidenpesch                             | 1931                       | Heinrich Bartmann                               | |
|      |         | St. Salvator (Standort)                                            | Weidenpesch                             | 1058                       | Theodor Kelter                                  | |
|      |         | St. Georg (Standort)                                               | Weiß                                    | 1953–1954                  | Josef Bernard                                   | |
|      |         | Nikolaus-Kapelle (Standort)                                        | Westhoven                               | ~ 1100                     |                                                 | Eine der Dreizehn kleinen romanischen Kirchen in Köln.                                                                |
|      |         | St. Jakobus (Standort)                                             | Widdersdorf                             | 1745                       |                                                 | |
|      |         | St. Pankratius (Standort)                                          | Worringen                               | 1837/ 1848/ 1863–1866      | Josef Schopen/ Heinrich Nagelschmidt            | |
|      |         | St. Pius (Standort)                                                | Zollstock                               | 1913–1915/ 1956            | Eduard Endler/ Karl Band                        | |
|      |         | Heilig Geist (Standort)                                            | Zollstock                               | 1931                       | Ferdinand Pasman, Friedrich Bonn                | |
|      |         | St. Martin (Standort)                                              | Zündorf                                 | 12. Jh./ 1780–1785         |                                                 | Eine der Dreizehn kleinen romanischen Kirchen in Köln.                                                                |
|      |         | St. Michael (Standort)                                             | Zündorf                                 | 11.–12. Jh.                |                                                 | Eine der Dreizehn kleinen romanischen Kirchen in Köln.                                                                |
|      |         | St. Mariä Geburt (Standort)                                        | Zündorf                                 | 1895–1897                  | Gerhard Franz Langenberg                        | |

### Profanierte Römisch-katholische Kirchen und Kapellen
| Bild | Inneres | Name                               | Stadtteil       | Bauzeit/Wiederaufbau | Architekt(-en)                                  | Anmerkungen / Baustil |
| ---- | ------- | ---------------------------------- | --------------- | -------------------- | ----------------------------------------------- | --- |
|      |         | St. Cäcilien (Standort)            | Altstadt-Nord   | 10. Jh.              |                                                 | 1802 profaniert, beherbergt heute das Museum Schüttgen. Eine der zwölf großen romanischen Kirchen in Köln.                                      |
|      |         | St. Monika (Standort)              | Bilderstöckchen | 1970                 | Nikolaus Rosiny                                 | 2016 profaniert und 2019 abgerissen |
|      |         | St. Heinrich (Standort)            | Deutz           | 1967                 |                                                 | 2010 profaniert |
|      |         | Alt St. Cornelius (Standort)       | Rath/Heumar     | 12. Jh.              |                                                 | 1826 Abriss Aufgrund von Baufälligkeit, heute ist nur noch der romanische Turm erhalten. Eine der Dreizehn kleinen romanischen Kirchen in Köln. |
|      |         | St. Joseph (Standort)              | Kalk            | 1899–1902/ 1949–1952 | Heinrich Renard/ Dominikus Böhm, Gottfried Böhm | |
|      |         | St. Hildegard in der Au (Standort) | Riehl           | 1960–1961            | Stefan Leuer                                    | 2020 profaniert. |
|      |         | Zur Heiligen Familie (Standort)    | Sülz            | 1955–1966            | Dominikus Böhm, Gottfried Böhm                  | 2010 profaniert. |

### Evangelisch-landeskirchliche Kirchen
| Bild | Inneres | Name                                               | Stadtteil         | Bauzeit/Wiederaufbau            | Architekt(-en)                                                       | Anmerkungen / Baustil |
| ---- | ------- | -------------------------------------------------- | ----------------- | ------------------------------- | -------------------------------------------------------------------- | --------------------- |
|      |         | Antoniterkirche (Standort)                         | Altstadt-Nord     | 1350–1378                       |                                                                      |                       |
|      |         | Kartäuserkirche (Standort)                         | Altstadt-Süd      | 1393                            |                                                                      |                       |
|      |         | Trinitatiskirche (Standort)                        | Altstadt-Süd      | 1857–1860                       | Friedrich August Stüler                                              |                       |
|      |         | Christuskirche (Standort)                          | Neustadt-Nord     | 2015–2016                       | Klaus Hollenbeck, MAIER Architekten                                  |                       |
|      |         | Thomaskirche (Standort)                            | Neustadt-Nord     | 1987                            | Ludwig Groth                                                         |                       |
|      |         | Lutherkirche (Standort)                            | Neustadt-Süd      | 1964                            | Heinrich Otto Vogel                                                  |                       |
|      |         | Epiphaniaskirche (Standort)                        | Bickendorf        | 1963–1965                       | Paul Olpp                                                            |                       |
|      |         | Nathanaelkirche (Standort)                         | Bilderstöckchen   | 1965                            | Jürgen Hartmann, Hans Berger                                         |                       |
|      |         | Auferstehungskirche (Standort)                     | Bocklemünd        | 1972–1974                       |                                                                      |                       |
|      |         | Clarenbachkirche (Standort)                        | Braunsfeld (Köln) | 1951                            |                                                                      |                       |
|      |         | Johanneskirche (Standort)                          | Brück             | 1937                            | Ludwig Albert                                                        |                       |
|      |         | Stadtkirche (Standort)                             | Chorweiler        | 1978                            | Jürgen Hadenfeldt                                                    |                       |
|      |         | Christuskirche (Standort)                          | Dellbrück         | 1905                            | Otto March                                                           |                       |
|      |         | Pauluskirche (Standort)                            | Dellbrück         | 1965                            |                                                                      |                       |
|      |         | Johanneskirche (Standort)                          | Deutz             | 1859–1861                       | Robert Ferdinand Cremer                                              |                       |
|      |         | Tersteegenkirche (Standort)                        | Dünnwald          | 1938                            |                                                                      |                       |
|      |         | Friedenskirche (Standort)                          | Ehrenfeld         | 1876                            | Karl Coerper                                                         |                       |
|      |         | Markuskirche (Standort)                            | Eil (Köln)        |                                 |                                                                      |                       |
|      |         | Hoffnungskirche (Standort)                         | Finkenberg        | 1983                            |                                                                      |                       |
|      |         | Pauluskirche (Standort)                            | Höhenhaus         |                                 |                                                                      |                       |
|      |         | Versöhnungskirche (Standort)                       | Holweide          | 1965                            |                                                                      |                       |
|      |         | Dietrich-Bonhoeffer-Kirche (Standort)              | Junkersdorf       | 1964–1965                       | Heinrich Otto Vogel                                                  |                       |
|      |         | Jesus-Christus-Kirche (Standort)                   | Kalk              | ~ 1950                          |                                                                      |                       |
|      |         | Paul-Gerhardt-Kirche (Standort)                    | Lindenthal        | 1951                            |                                                                      |                       |
|      |         | Dietrich-Bonhoeffer-Kirche (Standort)              | Lindenthal        | 1979                            | Dr. Schulze Jöhnssen & Vieten                                        |                       |
|      |         | Matthäuskirche (Standort)                          | Lindenthal        | 1975–1977                       | Busmann + Haberer                                                    |                       |
|      |         | Immanuelkirche (Standort)                          | Longerich         | 1962–1963                       | Gottfried Tucholski                                                  |                       |
|      |         | Reformationskirche (Standort)                      | Marienburg        | 1903–1905/ 1958–1961            | Otto March                                                           |                       |
|      |         | Petruskirche (Standort)                            | Merheim           | 1978–1979                       | Ulrich von Bonin, Ludwig Groth                                       |                       |
|      |         | Thomaskirche (Standort)                            | Meschenich        | 1981                            | Walter Kenntner                                                      |                       |
|      |         | Erzengel-Michael-Kirche (Standort)                 | Michaelshoven     | 1959                            |                                                                      |                       |
|      |         | Friedenskirche (Standort)                          | Mülheim           | 1796/ 1848/ 1960                | Wilhelm Hellwig/ Ernst Friedrich Zwirner/ Carl Klag, Karl-Heinz Klag |                       |
|      |         | Andreae-Haus (Standort)                            | Mülheim           | 1953                            | Carl Klag, Karl-Heinz Klag                                           |                       |
|      |         | Petrikirche (Standort)                             | Niehl             | 1963–1965                       | Heinrich Otto Vogel                                                  |                       |
|      |         | Lutherkirche (Standort)                            | Nippes            | 1886–1889                       | August Albes                                                         |                       |
|      |         | Auferstehungskirche (Standort)                     | Ostheim           | 1953–1954                       | Gerhard Langmaack                                                    |                       |
|      |         | Evangelische Kirche (Standort)                     | Poll              | 1936                            | Architekt H. W. Kaufmann                                             |                       |
|      |         | Lukaskirche (Standort)                             | Porz              | 1914–1927                       | Max Benirschke                                                       |                       |
|      |         | Philippuskirche (Standort)                         | Raderthal         | 1964–1967                       |                                                                      |                       |
|      |         | Versöhnungskirche (Standort)                       | Rath/Heumar       | 1959                            |                                                                      |                       |
|      |         | Stephanuskirche (Standort)                         | Riehl             | 1963–1965                       | Fritz G. Winter                                                      |                       |
|      |         | Erlöserkirche (Standort)                           | Rodenkirchen      | 1967                            |                                                                      |                       |
|      |         | Emmanuelkirche (Standort)                          | Rondorf           | 1987–1988                       | Jürgen Hadenfeldt                                                    |                       |
|      |         | Immanuelkirche (Standort)                          | Stammheim         | 2013                            | Sauerbruch Hutton                                                    |                       |
|      |         | Johanneskirche (Standort)                          | Sülz              | 1961–1963                       | Peter Graebner                                                       |                       |
|      |         | Tersteegenhaus (Standort)                          | Sülz              | Heinrich Mattar, Eduard Scheler | 1928                                                                 |                       |
|      |         | Auferstehungskirche (Standort)                     | Sürth             | 1981                            |                                                                      |                       |
|      |         | Friedenskirche (Standort)                          | Urbach            | 1972–1973                       | Hans Bücher                                                          |                       |
|      |         | Erlöserkirche (Standort)                           | Vingst            | 1957                            |                                                                      |                       |
|      |         | Emmauskirche (Standort)                            | Vogelsang         | 1954–1955                       | Paul Olpp                                                            |                       |
|      |         | Martin-Luther-Kirche (Standort)                    | Wahnheide         | 1966–1968                       | Ulrich Vossbeck, Anneliese Vossbeck-Krahwinkel                       |                       |
|      |         | Jochen-Klepper-Haus (Standort)                     | Weiden            | 1912/ 1930/ 1953                | Emil Schreiterer                                                     |                       |
|      |         | Evangelische Kirche Unter Gottes Gnaden (Standort) | Widdersdorf       | 1985–1988                       |                                                                      |                       |
|      |         | Friedenskirche (Standort)                          | Worringen         | 1959–1961                       | Gottfried Tucholski                                                  |                       |
|      |         | Melanchtonkirche (Standort)                        | Zollstock         | 1929–1930                       | Theodor Merrill                                                      |                       |
|      |         | Pauluskirche (Standort)                            | Zündorf           | 2002–2003                       | Kister Scheithauer Gross                                             |                       |

### Entwidmete Evangelisch-landeskirchliche Kirchen
| Bild | Inneres | Name                              | Stadtteil     | Bauzeit/Wiederaufbau | Architekt(-en)                 | Anmerkungen / Baustil                                                  |
| ---- | ------- | --------------------------------- | ------------- | -------------------- | ------------------------------ | ---------------------------------------------------------------------- |
|      |         | Jesus-Christus-Kirche (Standort)  | Esch          | 1966                 | Wolfgang Schmidtlein           | 2020 abgerissen.                                                       |
|      |         | Matthäuskirche (Standort)         | Gremberghoven | 1957–1958            | Heinz Grotjahn                 | 2016 abgerissen                                                        |
|      |         | Philipp-Nicolai-Kirche (Standort) | Mauenheim     | 1964–1965            | Werner Haupt                   | 2022 abgerissen                                                        |
|      |         | Gnadenkirche (Standort)           | Mülheim       | 1964                 |                                | 1997 verkauft und Turm niedergelegt, Nachnutzung als Kindertagesstätte |
|      |         | Paul-Gerhardt-Haus (Standort)     | Vingst        | 1964–1966            | Leonhard Schulze/Wilhelm Hesse | zu Wohnungen umgebaut                                                  |

### Weitere Kirchengebäude
| Bild | Inneres | Name                                                | Konfession                    | Stadtteil         | Bauzeit/Wiederaufbau | Architekt(-en)                  | Anmerkungen / Baustil                                                                                           |
| ---- | ------- | --------------------------------------------------- | ----------------------------- | ----------------- | -------------------- | ------------------------------- | --- |
|      |         | Christi Auferstehung (Standort)                     | alt-katholisch                | Neustadt-Süd      | 1906–1907/ 1991–1993 | Peter Recht/ František Sedláček | |
|      |         | Hll. Konstantin und Helena (Standort)               | russisch-orthodox             | Altstadt-Nord     |                      |                                 | |
|      |         | Alt St. Heribert (Standort)                         | griechisch-orthodox           | Deutz             | 11. Jh.              |                                 | Eine der Dreizehn kleinen romanischen Kirchen in Köln. Seit 1990 Nutzung durch die griechisch-orthodoxe Kirche. |
|      |         | Apostolische Gemeinschaft Köln-Ehrenfeld (Standort) | Apostolische Gemeinschaft     | Ehrenfeld         |                      |                                 | |
|      |         | St. Marien (Standort)                               | koptisch-orthodox             | Humboldt/Gremberg | 1953                 |                                 | ursprünglich römisch-katholische Pfarrkirche.                                                                   |
|      |         | Neuapostolische Kirche Köln-Mitte (Standort)        | neuapostolisch                | Neuehrenfeld      | 1936                 |                                 | |
|      |         | Neuapostolische Kirche Köln-Buchheim (Standort)     | neuapostolisch                | Buchheim          | 1964                 |                                 | |
|      |         | Neuapostolische Kirche Köln-Dellbrück (Standort)    | neuapostolisch                | Dellbrück         | 1965                 |                                 | |
|      |         | Neuapostolische Kirche Köln-Süd (Standort)          | neuapostolisch                | Lindenthal        | 1955                 |                                 | |
|      |         | Neuapostolische Kirche Köln-Rath (Standort)         | neuapostolisch                | Rath/Heumar       |                      |                                 | |
|      |         | Neuapostolische Kirche Köln-Nord (Standort)         | neuapostolisch                | Seeberg           | 1970                 |                                 | |
|      |         | Neuapostolische Kirche Köln-Porz (Standort)         | neuapostolisch                | Porz              | 1954/ 1996           |                                 | |
|      |         | Katholisch-Apostolische Kirche (Standort)           | katholisch-apostolisch        | Lindenthal        |                      |                                 | |
|      |         | St.-Johannis-Kirche (Standort)                      | evangelisch-lutherisch (SELK) | Altstadt-Süd      |                      |                                 | |
|      |         | Markuskirche (Standort)                             | evangelisch-methodistisch     | Bickendorf        |                      |                                 | |
|      |         | Friedenskirche (Standort)                           | evangelisch-baptistisch       | Altstadt-Süd      |                      |                                 | |
|      |         | Baptistenkirche (Standort)                          | evangelisch-baptistisch       | Mülheim           |                      |                                 | |

## Judentum
| Bild | Inneres | Name                                              | Stadtteil    | Bauzeit/Wiederaufbau | Architekt(-en)      | Anmerkungen / Baustil |
| ---- | ------- | ------------------------------------------------- | ------------ | -------------------- | ------------------- | --------------------- |
|      |         | Synagoge Köln (Standort)                          | Neustadt-Süd | 1895–1899            | Schreiterer & Below |                       |
|      |         | Liberale Synagoge „Gescher LaMassoret“ (Standort) | Riehl        |                      |                     |                       |

## Islam
| Bild | Inneres | Name                                 | Stadtteil | Bauzeit/Wiederaufbau | Architekt(-en)            | Anmerkungen / Baustil |
| ---- | ------- | ------------------------------------ | --------- | -------------------- | ------------------------- | --------------------- |
|      |         | DITIB-Zentralmoschee Köln (Standort) | Ehrenfeld | 2009–2017            | Gottfried Böhm, Paul Böhm |                       |